# 소켓 M
소켓 M(Socket M)은 인텔의 휴대용 마이크로프로세서의 소켓중 하나이다.
코어 듀오와 코어 2 듀오의 휴대용 버전의 마이크로프로세서에 이 소켓이 채택되었다.

## 기술 사양
소켓 M은 모든 인텔 코어 제품과 코어 파생 듀얼-코어 제온 코드명 Sossaman에 사용된다. 인텔 코어 2 Duo 모바일 버전의 1세대, 특히 T5x00 및 T7x00 메롬 라인(Napa Refresh)에도 사용되었지만 해당 라인은 2007년에 소켓 P(Santa Rosa)로 전환되었다. 소켓 M, PM965/GM965 조합은 덜 일반적이지만 최대 667MHz FSB를 지원하는 인텔 945PM/945GM 칩셋과 800MHz FSB 지원을 허용하는 인텔 PM965/GM965를 사용한다. "Sossaman" 제온은 E7520 칩셋을 사용한다.